# Kerstin Kielgass
Kerstin Kielgass (Berlín, Alemania, 6 de diciembre de 1969) es una nadadora alemana retirada especializada en pruebas de estilo libre, donde consiguió ser subcampeona olímpica en 1996 en los 4 × 200 metros.

## Carrera deportiva
En los Juegos Olímpicos de Atlanta 1996 ganó la medalla de plata en los relevos de 4 × 200 metros estilo libre, con un tiempo de 8:01.55 segundos, tras Estados Unidos y por delante de Australia (bronce).
Cuatro años después, en los Juegos Olímpicos de Sídney 2000 ganó la medalla de bronce en los relevos de 4 × 200 metros estilo libre, con un tiempo de 7:58.64 segundos que fue récord nacional alemán, tras Estados Unidos (oro) y Australia (plata).